# اعتمادگرایی
اعتمادگرایی (به انگلیسی: Reliablism)، که یک دسته از نظریات فلسفی رشتهٔ معرفت‌شناسی است، هم به عنوان نظریهٔ توجیهی و هم نظریهٔ دانش مورد بررسی قرار گرفته‌است. همچنین از فرایند اعتمادگرایی به عنوان استدلالی علیه شک‌گرایی فلسفی، مانند آزمایش ذهنی مغز در خمره، استفاده شده‌است. فرایند اعتمادگرایی نوعی برون‌گرایی معرفت‌شناختی است.

## مرور اجمالی
دیدی کلی از نظریه اعتمادگرایانهٔ دانش به قرار ذیل است:
یک شخص p (p در اینجا هر گزاره دلخواهی است – مثل: آسمان آبی است) را می‌داند، اگر و تنها اگر p درست باشد، یک شخص باور دارد که p درست است و او از طریق فرایندی قابل‌اعتماد به این باور رسیده‌است.
دیدی کلی از نظریهٔ اعتمادگرایی در مورد باور موجه را می‌توان به قرار ذیل بیان کرد:
یک شخص باور موجه دارد که p حقیقت دارد، اگر و تنها اگر این باور وی ناشی از فرایندی قابل اعتماد باشد.
افزون برآن، چنین بحثی را می‌توان در مورد «باور تضمینی» یا «باور منطقی معرفت‌شناختی» نیز عنوان کرد (که نسخه واضح این باورها توسط الوین پلانتینگا ارایه شده‌است).
طرفداران پیشتاز نظریات اعتمادگرایی از دانش و توجیه شامل آلوین گولدمن، مارشال سوین، کینت باچ و اخیراً الوین پلانتینگا است. مقاله گولدمن با عنوان «نظریهٔ عِلّی دانستن» را عموماً به عنوان اولین منبعی می‌شناسند که به‌طور جامع به این نظریه پرداخته‌است، با این حال دی.ام. آرمسترانگ نیز یکی از منابع مهم پنداشته شده و (از نظر هاق ملور) فرانک رمزی جزو اولین کسانی بوده که این نظریه را، گرچه به صورت گذرا، بیان نموده‌است.
یکی از تحلیل‌های سنتی و کلاسیک «دانش» عبارت از باور صادق موجه است. برای اینکه ادعای معتبری برای دانش هر گزاره وجود داشته باشد، اعتقاد به گزاره‌ای چون «p» باید برای او موجه جلوه کند، این شخص برای باور کردن «p» باید توجیهی داشته باشد و «p» باید صادق باشد. پس از اینکه گتیه مثال‌های نقض خود را ارایه نمود، تحلیل سنتی ادعای بیشتری را اضافه نموده و می‌گوید که دانش باید چیزی بیش از باور صادق موجه صرف باشد. نظریات اعتمادگرایی دانش بعضاً به عنوان جایگزینی برای نظریات سنتی ارایه می‌گردد: به عوض توجیه یک باور، تنها کافیست تا باور محصول یک فرایند قابل اعتماد باشد. اعتمادگرایی نیازی نیست به عنوان جایگزین تحلیل‌های سنتی در نظر گرفته شود، بلکه باید به عنوان توضیح بیشتری از این تحلیل‌ها تلقی گردد. در این دیدگاه، آنهایی که نظریات اعتمادگرایی توجیه را مطرح می‌کنند، بخش «توجیه» تحلیل‌های سنتی «دانش» را نیز از نقطه نظر فرایندهای قابل اعتماد مورد ارزیابی قرار می‌دهند. گرچه همه اعتماد گرایان به اینگونه توجیهاتی موافق نیستند، اما بعضی‌ها موافقند.

## انتقادات
برخی‌ها، نظریهٔ اعتمادگرایی توجیه را مورد انتقاد قرار می‌دهند، چون این نظریه برون‌گرایی را به بار می‌آورد. در برون‌گرایی یک شخص علی‌رغم ندانستن شواهد یا سایر شرایط که یک باور را موجه می‌سازد، می‌تواند دانش یا باور موجهی داشته باشد. بیشتر اعتمادگرایان مدعی هستند که یک باور می‌تواند توجیه گردد یا می‌تواند باعث ایجاد دانش گردد، حتی اگر باورکننده فرایندی را که این باور را قابل اعتماد می‌سازد نداند یا این فرایند را درک نکند. اعتمادگرایان (و به‌طور کلی تر برون‌گرایان) برای دفاع از این نظریه، به مثال‌های ساده از مفاهیم روزمره اشاره می‌نمایند: اگر شخصی یک پرنده را در درخت بیرون پنجره خود ببیند و بدین باور برسد که یک پرنده در آن درخت وجود دارد، این شخص ممکن است تمامی فرایندهای شناختی که برای عملکرد درست ادراک نیاز است را نداند؛ اما با این حال، این حقیقتی است که فرایندها به‌طور قابل اعتمادی کار کردند و این می‌تواند به عنوان دلیلی برای اینکه چرا باور این شخص موجه است قلمداد گردد. به‌طور خلاصه، اگر شخصی دریابد که شخصی در مورد این پرنده باوری دارد و آن باور در صورتیکه یک پرنده وجود داشته باشد موجه است، اما ممکن است این شخص با تمامی فرایندهایی که باعث شد تا این باور برای شخص دیگر موجه شود، آشنا نباشد.
یکی دیگر از معمول‌ترین انتقاداتی که به اعتمادگرایی وارد شده و ابتدا به نظریه فرایند قابل اعتماد گولدمن در ارتباط با دانش و سپس به سایر نظریات اعتمادگرایی وارد شد، مسئله ای به نام «مسئله عمومیت» است. یک شخص به آسانی می‌تواند چندین «فرایند» مختلف (که همزما عمل می‌کنند) که باور از آن ناشی می‌شود را برای یک باور موجه (یا دانش) دریابد. باور من مبنی بر اینکه یک پرنده در درخت بیرون پنجرهٔ من وجود دارد، ممکن است نتیجه فرایند ایجاد باور برمبنای حس ادراکی، حواس ادراکی-دیداری، حس ادراکی-دیداری از طریق انعکاس نور از یک سطح مکدر در روشنایی روز، و سایر فرایندهای گوناگون که مشخصاً تشریح شده‌اند، باشد. بعضی از این فریندها ممکن است از نظر آماری قابل اعتبار باشد، در حالیکه بعضی دیگر ممکن است نباشد. بدون شک، در هر حالتی بهتر است گفته شود، هدف تعیین این نیست که کدام فرایند باعث این باور شده‌است، بلکه هدف تعیین چگونگی توصیف فرایندی است که می‌توان از میان سطوح مختلف عمومیت آن را به دقت تشریح کرد.
یکی دیگر از انتقادهای مشابه توسط استیفین استیچ در تجزیه دلیل مطرح شد. اعتماد گرایی معمولاً بدین عقیده است که برای ایجاد باورهای موجه، یک پروسه باید در یک مجموعه از سناریوی‌های محتمل قابل اعتماد باشد. با این حال، بر اساس نظر استیچ، این سناریوی‌ها با در نظرداشت جوانب فرهنگی انتخاب می‌شوند. استیچ از هیچ نوع تئوری جایگزین برای دانش یا توجیه دفاع نمی‌کند، بلکه در عوض استدلال می‌نماید که تمامی اصطلاحات هنجارهای دانش‌شناختی به لحاظ فرهنگی جانبدارانه هستند. و بجای آن می‌توان از اصطلاحات عمل گرایانه استفاده نمود.
یکی دیگر از انتقادات که متوجه اعتبار گرایی است، عبارت از مسئله جدید روح خبیثه است. مسئله روح خبیثه در اصل موجب تحرک و انگیزه بخش مکتب شک‌گرایی بود، اما می‌توان آنرا به هدف انتقاد از محاسبات اعتماد گرایی بکار برد: اگر تجارب ما بواسطه یک روح خبیثه کنترل گردد، در این صورت ما باور می‌کنیم که کارهایی را انجام می‌دهد که در حقیقت انجام نمی‌دهیم. با این حال، این باورها به صورت واضح توجیه می‌گردند. رابرت براندوم تقاضا نموده‌است تا وضوح بیشتری در مورد نقش باور در نظریه‌های اعتمادگرایی ارائه شود. براندوم نگران این است که اگر روی نقش باور تأکید نگردد، اعتمادگرایی ممکن است چیزهای را که در غیر این صورت داشتنشان غیرممکن پنداشته می‌شود را به دانش نسبت دهد. براندوم مثال یک طوطی را ارائه می‌دهد که آموزش دیده تا بگونه‌ای ثابت به یک رنگ سرخ واکنش نشان دهد و بگوید «آن سرخ است». گزاره حقیقت است، سازوکاری که موجب ایجاد این حرف شده قابل اعتماد است، اما براندوم مخالف این است که طوطی می‌داند که به رنگ سرخ نگاه می‌کند، چون به نظر او طوطی قادر نیست باور کند که به رنگ سرخ نگاه می‌کند. از نظر براندم، باورها به مفاهیم بستگی دارند: بدون دومی، اولی هم وجود ندارد. مفاهیم محصول «بازی ارائه و پرسش از دلایل است». ازین رو، تنها آن موجوداتی که از طریق زبانی که در بستر اجتماع وجود دارد، قادر به استدلال هستند، از نظر براندوم قادر به داشتن باور اند و ازین رو دانش دارند. می‌توان گفت که براندوم برون‌گرایی و درون‌گرایی را با هم ترکیب نموده‌است و با این کار امکان این را فراهم نموده تا دانش به عنوان یک فرایند بیرونی قابل اعتماد در نظر گرفته شود، دست کم تا زمانی که موجود کسب کننده دانش دارای فهم داخلی از چرایی قابل اعتماد بودن باور باشد.